# VVS- och fastighetsprogrammet
VVS- och fastighetsprogrammet är ett nationellt yrkesförberedande gymnasieprogram som ger kunskaper för att arbeta inom sektorerna fastighet, kyl- och värmepump, ventilation samt VVS (värme, ventilation och sanitet).
Från hösten 2023 ska gymnasieskolans yrkesprogram ge grundläggande behörighet till högskola och universitet.

## Examensmål
I programmets examensmål står bland annat: 
- Utbildningen ska utveckla elevernas kunskaper i installation, felsökning, reparation, drift och underhåll samt förvaltning av fastigheter, tekniska anläggningar och system, som till exempel värme-, ventilations- och kylsystem. Den ska också ge eleverna kunskaper i reglerteknik och energioptimering av anläggningar samt utveckla deras förmåga till systemtänkande. Även planering, genomförande och dokumentation av arbetsuppgifter samt kvalitetssäkring och utvärdering av utförda uppdrag ska ingå i utbildningen. Utbildningen ska bidra till att utveckla elevernas förmåga att använda digital teknik som förekommer inom för utbildningen relevanta yrkesområden. Dessutom ska utbildningen ge eleverna kunskaper om arbetsmiljöregler och säkerhetsbestämmelser samt kännedom om nationella och internationella bestämmelser som gäller för yrket.
- Många arbetsuppgifter inom yrkesområdena innebär kontakter med entreprenörer, beställare och kunder. Det ställer krav på social förmåga och känsla för service. Därför ska utbildningen utveckla elevernas förmåga att kommunicera och samverka med andra människor och andra yrkesgrupper. Utbildningen ska också utveckla serviceförmåga, kvalitetsmedvetenhet och kreativitet. Utbildningen kan även förbereda för eget företagande inom området.
- Arbetsplatsförlagt lärande ska förekomma på alla yrkesprogram. Det arbetsplatsförlagda lärandet ska bidra till att eleverna utvecklar yrkeskunskaper och en yrkesidentitet samt förstår yrkeskulturen och blir en del av yrkesgemenskapen på en arbetsplats. Det arbetsplatsförlagda lärandet kan också ge inblick i företagandets villkor.

## Inriktningar
Inriktningsval görs normalt inför årskurs 2, efter en gemensam första årskurs för samtliga elever. Undantag kan förekomma, till exempel om eleverna läser programmet som en lärlingsutbildning. Samtliga inriktningar kan leda till fortsatta studier på yrkeshögskola.

### Fastighet
Inriktningen fastighet ska ge fördjupade kunskaper om uppbyggnad av system i energitekniska anläggningar samt om funktioner hos system med tillhörande komponenter och den tekniska dokumentation som används i yrket. Den ska också ge fördjupade kunskaper i service, drift och underhåll samt utomhus- och inomhusmiljö. Inriktningen ska ge fördjupade kunskaper för att kunna kommunicera med beställare och kunder i olika boendemiljöer. Inriktningen kan leda till arbete som till exempel fastighetstekniker, fastighetsskötare och fastighetsvärd.

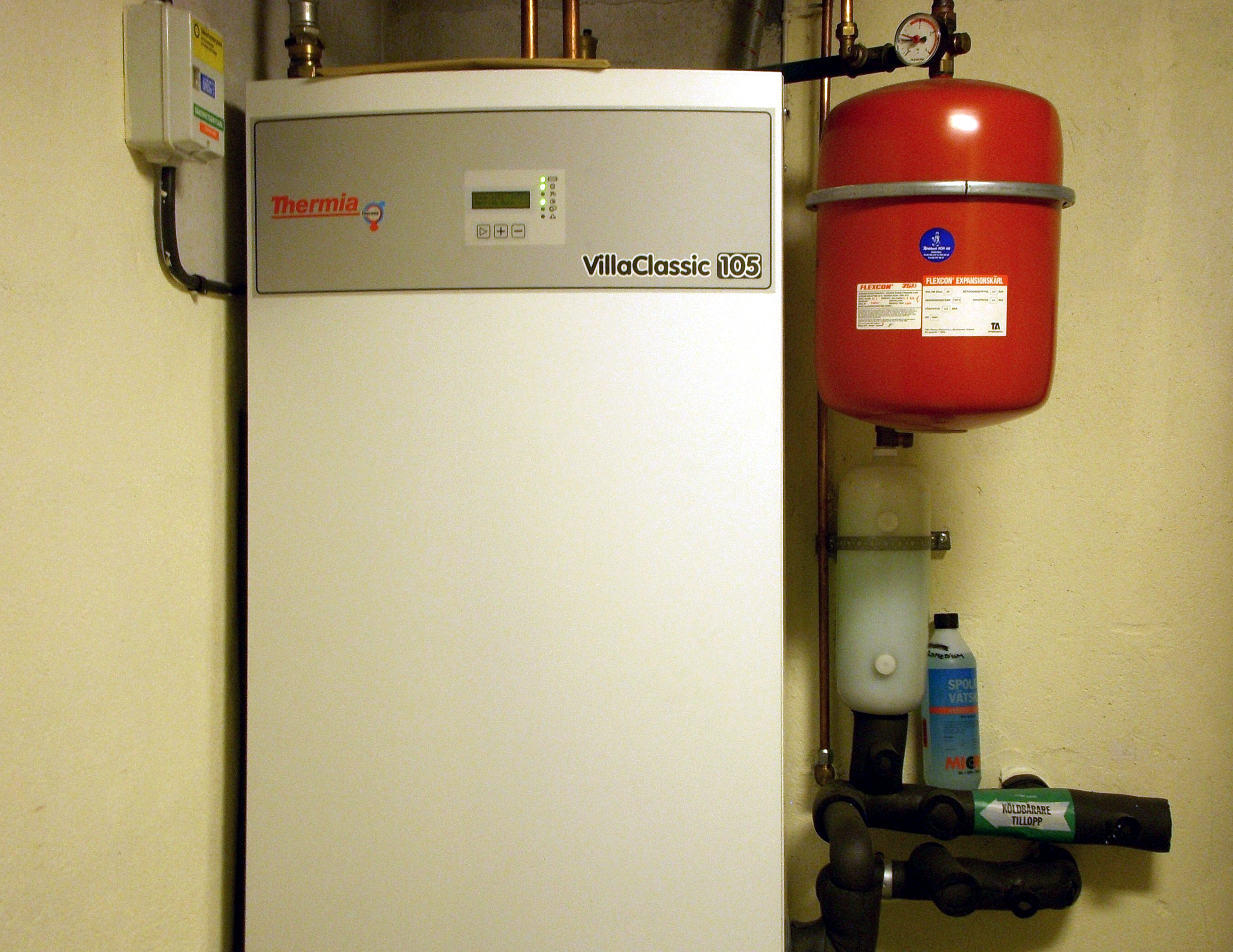
Värmepump

### Kyl- och värmepumpsteknik
Inriktningen kyl- och värmepumpsteknik ska ge fördjupade kunskaper i installation, service, drift och underhåll av olika anläggningar, till exempel isbanor, kyl- och frysdiskar och värmepumpar. Den ska ge grundläggande kunskaper om energioptimering och utveckla förmåga till systemtänkande. Inriktningen ska ge eleverna kunskaper om miljö och säkerhet, särskilt gällande hantering av köldmedier. Inriktningen kan leda till arbete som till exempel kylmontör eller kyltekniker inom bland annat fastighet och industri.

### Ventilationsteknik
Inriktningen ventilationsteknik ska ge fördjupade kunskaper i service, drift och underhåll samt mätning och injustering. Den ska ge fördjupade kunskaper om hur olika ventilationssystem fungerar samt hur man utför felsökning och åtgärdar fel med hjälp av rätt typ av utrustning och verktyg. Inriktningen ska utveckla förståelse av plan- och sektionsritningar för installationer, flödesscheman samt styr- och reglerscheman. Den ska också ge kännedom om vikten av fungerande ventilation för att uppnå god inomhusmiljö. Inriktningen kan leda till arbete som till exempel ventilationstekniker.

### VVS
Inriktningen VVS ska ge fördjupade kunskaper i installation, service och underhåll av till exempel värme- och sanitetssystem. Den ska ge eleverna kunskaper för att bygga system med givna funktioner och enligt gällande installationsregler och bygglagstiftning. Inriktningen ska även ge fördjupade kunskaper om energi- och miljöfrågor samt om säkerhet inom VVS-teknik. Inriktningen kan leda till arbete som till exempel montör inom områdena VVS, industrirör och isolering av tekniska installationer.

## Exempel på yrkesutgångar
- Fastighetsskötare
- Fastighetstekniker
- Fastighetsvärd
- Industrirörsmontör
- Isoleringsmontör
- Kylmontör
- VVS-montör
- Ventilationstekniker

Observera att en stor mängd yrkestitlar finns inom inriktningen fastighet. En elev som läst till fastighetsskötare kan vid anställning få yrkestitel som till exempel kvartersvärd, miljövärd, bo-coach eller liknande, beroende på vilka yrkestitlar arbetsgivaren använder sig av. En fastighetstekniker kan till exempel rekryteras till en tjänst som drifttekniker. 
Det är också viktigt att notera att ingen av yrkesutgångarna på gymnasiets fastighetsinriktning är att likställa med arbetet som vaktmästare.